# Decapterus punctatus
 Decapterus punctatus (Cuvier 1829), es una especie de peces de la familia Carangidae en el orden de los Perciformes. Es un pez pelágico de importancia económica y comercial.

## Morfología
Los machos pueden llegar alcanzar los 30 cm de longitud total y los 300 g de peso.

## Distribución geográfica
Se encuentra en las  costas del Atlántico occidental (desde Nueva Escocia - Canadá -, el Golfo de México y el Mar Caribe hasta Río de Janeiro - Brasil -) y del Atlántico oriental (desde  Marruecos hasta Sudáfrica, incluyendo el Archipiélago de Madeira, las Islas Canarias, Cabo Verde y Santa Helena ).